# Rodri Gimeno
Rodrigo Gimeno Molina conocido como Rodri Gimeno o simplemente Rodri (Valencia, España, 21 de septiembre de 1979) es un futbolista español. Juega de centrocampista eminentemente defensivo y su último equipo fue el Gimnàstic de Tarragona. 

## Trayectoria
Formado en la cantera del Albacete Balompié, estuvo en el filial durante varias temporadas hasta que en la temporada 1999/00 alternó sus partidos con el filial en Tercera División y el primer equipo. Subió definitivamente al primer equipo en la siguiente temporada. En el equipo manchego permaneció tres años, y aunque gozó de pocos minutos, logró el ascenso a Primera División en la 2002/03. Se trasladó a Castellón de la Plana a jugar en el Club Deportivo Castellón durante cuatro temporadas, que fueron su destape como futbolista. En las dos primeras temporadas jugó 76 partidos en Segunda "B", consiguió el ascenso a Segunda División en la 2004/05 y las dos campañas siguientes volvió a ser un fijo en el sistema del equipo castellonense, con 30 partidos en la 2005/06 y 37 en la 2006/07. Muy involucrado en el club de Castalia donde era el capitán del equipo, no renovó su contrato que expiraba el 30 de junio de 2007, y tras varias ofertas importantes, su club de destino fue el Hércules Club de Fútbol. En el equipo herculano se convirtió en un jugador siempre importante y respetado por indudable entrega, y tras conseguir el ascenso a Primera División en 2010 el club le comunicó que no entraba en los planes para el proyecto en la máxima categoría. Tras una difícil negociación rescindió el año que le quedaba con el equipo de Alicante y el 18 de agosto de 2010 se oficializó su fichaje por el Gimnàstic de Tarragona.

## Clubes
| Club                   | País   | Año       |
| ---------------------- | ------ | --------- |
| Albacete Balompié "B"  | España | 1999-2000 |
| Albacete Balompié      | España | 2000-2003 |
| C. D. Castellón        | España | 2003-2007 |
| Hércules C. F.         | España | 2007-2010 |
| Gimnàstic de Tarragona | España | 2010-2012 |

## Palmarés
- 2002/2003 - Ascenso a Primera División con el Albacete Balompié.
- 2004/2005 - Ascenso a Segunda División con el Club Deportivo Castellón.
- 2009/2010 - Ascenso a Primera División con el Hércules Club de Fútbol.